# 陳凝丹
陳士炯（1912年1月6日—1985年4月16日），字凝丹，號勁草，廣東省佛山市人，中國美術家協會會員、佛山市一至四屆政協副主席、歷任佛山市文聯副主席，佛山畫會會長，是著名的嶺南畫派畫家。

## 生平
陈士炯出生于广东佛山南村乡白花社（现属佛山市禅城区祖庙街道）一户贫农家庭，自幼性好写画，朝夕不懈。1927年16岁时考入高剑父在佛山举办的美术学院，以后又转入黃少強主办的民間画馆，得高剑父、黃少強、赵少昂等名師指导，期间黄少强给他改名为“凝丹”，取“高节不可夺，炯心如凝丹”之意。两年后美术学院停办改为南海县立师范学校，遂进入续读初中。23岁直升入高中师范科，后在广东省高中毕业会考中名列第二名，得获省教育厅的奖状、奖品。
18岁时在廣州举办第一次个人画展，获得好评。不久后“九·一八”事变爆发，陈士炯参加学校组成的抗日救亡宣传队，由黄少强领队，赴西江一带宣传，写下了不少抗日救亡的作品。
抗日戰爭期间，陈凝丹深入民間，创作了不少反映抗日救亡的作品。1937年，他与老师黃少強合作《抗战图》出国展览。1938年，他参加广州美术界为筹募寒衣慰劳前方抗日战士举行书画展览，他的作品《雪满关山耀威武》等，义卖劳军。是年10月日军南侵，广州、佛山、南海先后沦陷，陈士炯与妻子梁少贤被迫放弃开办的树贤小学，合家逃往德庆三洲岩村避难。之后赴港协助黄少强主办“救济难民画展”。1939年夏，陈士炯得南海师范老师陈襄言介绍，回到粤北，至十二集团军军官补训团宣传室任美术宣传干事。1941年12月太平洋战争爆发后，陈士炯生活困苦，遂辞去干事职位，携妻转往广东儿童教养院当教师。后又到翁源南浦中学任国画教师，1945年在重慶举行个人画展，重慶《新华日报》发表文章介紹，指出“為人民寫作是有前途的”。1946年陈士炯离开四川来到南京。在南京参加过中华美术协会主办的“还都画展”。1947年，与劉海粟、陳之佛、謝稚柳、黃君壁合作《江山一览图》，1949年在廣州举行个人画展，高劍父为其作序“造詣卓以有成，不以藝術為己之私，而有所貢獻於國家人民，其行可嘉。”。1949年夏，陈士炯携眷返乡，在莲华中学任教。
1949年中华人民共和国成立之后，陈凝丹被选为中国美术家协会广东分会会员，并担任广东省政协委员。1956年起，陈凝丹开始提议对佛山民间艺术进行研究和保护，创办佛山民间艺术研究社。1959年被推荐为中国美术家协会会员。文革期间，陈凝丹受到冲击，被下放至农村接受改造，大部分作品流失。文革结束后，重新开始艺术生涯。1980年佛山画会成立，陈士炯被选为会长，并参加广东画院赴香港展览。1985年4月，因病逝世于佛山。